# العلاقات السريلانكية الكينية
العلاقات السريلانكية الكينية هي العلاقات الثنائية التي تجمع بين سريلانكا وكينيا.

## مقارنة بين البلدين
هذه مقارنة عامة ومرجعية للدولتين:
| وجه المقارنة                                              | سريلانكا                         | كينيا                         |
| --------------------------------------------------------- | -------------------------------- | ----------------------------- |
| المساحة (كم2)                                             | 65.61 ألف                        | 581.31 ألف                    |
| عدد السكان (نسمة)                                         | 21.44 مليون                      | 48.47 مليون                   |
| الكثافة السكانية (ن./كم²)                                 | 326.78                           | 83.38                         |
| العاصمة                                                   | سري جاياواردنابورا كوتي، كولمبو  | نيروبي                        |
| اللغة الرسمية                                             | اللغة السنهالية، اللغة التاميلية | اللغة السواحلية، لغة إنجليزية |
| العملة                                                    | روبية سريلانكي                   | شيلينغ كيني                   |
| الناتج المحلي الإجمالي (بليون دولار)                      | 87.17 مليار                      | 74.94 مليار                   |
| الناتج المحلي الإجمالي (تعادل القوة الشرائية) بليون دولار | 246.62 مليار                     | 142.24 مليار                  |
| الناتج المحلي الإجمالي الاسمي للفرد دولار أمريكي          | 3.93 ألف                         | 1.38 ألف                      |
| الناتج المحلي الإجمالي للفرد دولار أمريكي                 | 11.11 ألف                        | 2.95 ألف                      |
| مؤشر التنمية البشرية                                      | 0.757                            | 0.548                         |
| رمز المكالمات الدولي                                      | +94                              | +254                          |
| رمز الإنترنت                                              | .lk،                             | .ke                           |
| المنطقة الزمنية                                           | ت ع م+05:30                      | ت ع م+03:00                   |

## منظمات دولية مشتركة
يشترك البلدان في عضوية مجموعة من المنظمات الدولية، منها:
| علم المنظمة | اسم المنظمة                               | تاريخ انضمام سريلانكا | تاريخ انضمام كينيا |
| ----------- | ----------------------------------------- | --------------------- | ------------------ |
|             | مؤسسة التنمية الدولية                     | 27 يونيو 1961         | 3 فبراير 1964      |
|             | يونسكو                                    | 14 نوفمبر 1949        | 7 أبريل 1964       |
|             | وكالة ضمان الاستثمار متعدد الأطراف        | 27 مايو 1988          | 28 نوفمبر 1988     |
|             | الأمم المتحدة                             | 14 ديسمبر 1955        | 16 ديسمبر 1963     |
|             | دول الكومنولث                             | 1948                  | 12 ديسمبر 1963     |
|             | الاتحاد البريدي العالمي                   | ?                     | ?                  |
|             | البنك الدولي للإنشاء والتعمير             | 29 أغسطس 1950         | 3 فبراير 1964      |
|             | الاتحاد الدولي للاتصالات                  | 1897                  | 11 أبريل 1964      |
|             | منظمة حظر الأسلحة الكيميائية              | ?                     | ?                  |
|             | مؤسسة التمويل الدولية                     | 20 يوليو 1956         | 3 فبراير 1964      |
|             | المركز الدولي لتسوية المنازعات الاستشارية | 11 نوفمبر 1967        | 2 فبراير 1967      |
|             | منظمة التجارة العالمية                    | ?                     | 1995               |
|             | منظمة الشرطة الجنائية الدولية             | ?                     | ?                  |

## وصلات خارجية
- موقع وزارة الخارجية السريلانكية
- موقع وزارة الخارجية الكينية